# Ioan Tudosi
Ioan Tudosi (n. secolul XIX, Strei-Săcel, județul Hunedoara – d. 1940, Strei-Săcel, Județul Hunedoara (interbelic)) a fost un deputat în Marea Adunare Națională de la Alba Iulia , organismul legislativ reprezentativ al „tuturor românilor din Transilvania, Banat și Țara Ungurească”, cel care a adoptat hotărârea privind Unirea Transilvaniei cu România, la 1 decembrie 1918  :p. 226..

## Biografie
A urmat școala primară din satul natal, Strei-Săcel, județul Hunedoara, unde a și decedat în anul 1940 :p. 226.  

## Activitatea politică
Ca deputat în Adunarea Națională din 1 decembrie 1918, Ioan Tudosi a fost delegat al Cercului electoral Hațeg :p. 226.